# Colombiatandvaktel
Colombiatandvaktel (Odontophorus strophium) är en utrotningshotad fågel i familjen tofsvaktlar inom ordningen hönsfåglar. Den förekommer endast i bergsskogar i östra Anderna i Colombia. IUCN kategoriserad den som sårbar.

## Utseende och läte
Colombiantandvaktel är en skogslevande 25 centimeter lång fågel. Hanen har en svartbrun kort tofs och likadant färgade örontäckare. Vidare är ansiktet svartvitfläckigt och den har ett vitt halsband tvärs över nedre delen av den svarta strupen. Även halssidor och bröst är svarta, medan resten av undersidan är rostfärgad med vita fläckar. Ovansidan är mörkbrun och svartfläckig med gulbruna streck på manteln. Honan liknar hanen men har istället ett svart fläckigt band tvärs utöver en vit strupe. Det högljudda och upplupna lätet hörs oftast tidiga morgnar.

## Utbredning och systematik
Fågeln förekommer i tempererade områden i östra Anderna i Colombia (Santander och Cundinamarca). Den behandlas som monotypisk, det vill säga att den inte delas in i några underarter.

## Levnadssätt
Arten bebor fuktig subtropisk och tempererad bergsskog dominerad av ek och lagerträd. Den är endast känd från 1750–2050 meters höjd, men kan möjligen ses ner till 1500 och upp till 2500 meter. Trots att den verkar vara beroende av ursprunglig skog under åtminstone en del av året har den också noterats i ungskog och andra miljöer påverkade av människan. Födan består av frukt, frön och leddjur. Häckningen tros sammanhänga med regnperioder mellan mars och maj samt september–november.

## Status
Internationella naturvårdsunionen IUCN behandlar arten som utrotningshotad, men nedgraderade den 2018 från den högre hotnivån starkt hotad till sårbar. Fågeln har en liten världspopulatin på uppskattningsvis mellan 2 500 och 10 000 vuxna individer. Den tros också minska i antal på grund av jakt och skogsavverkning.